# Curtea de Argeș

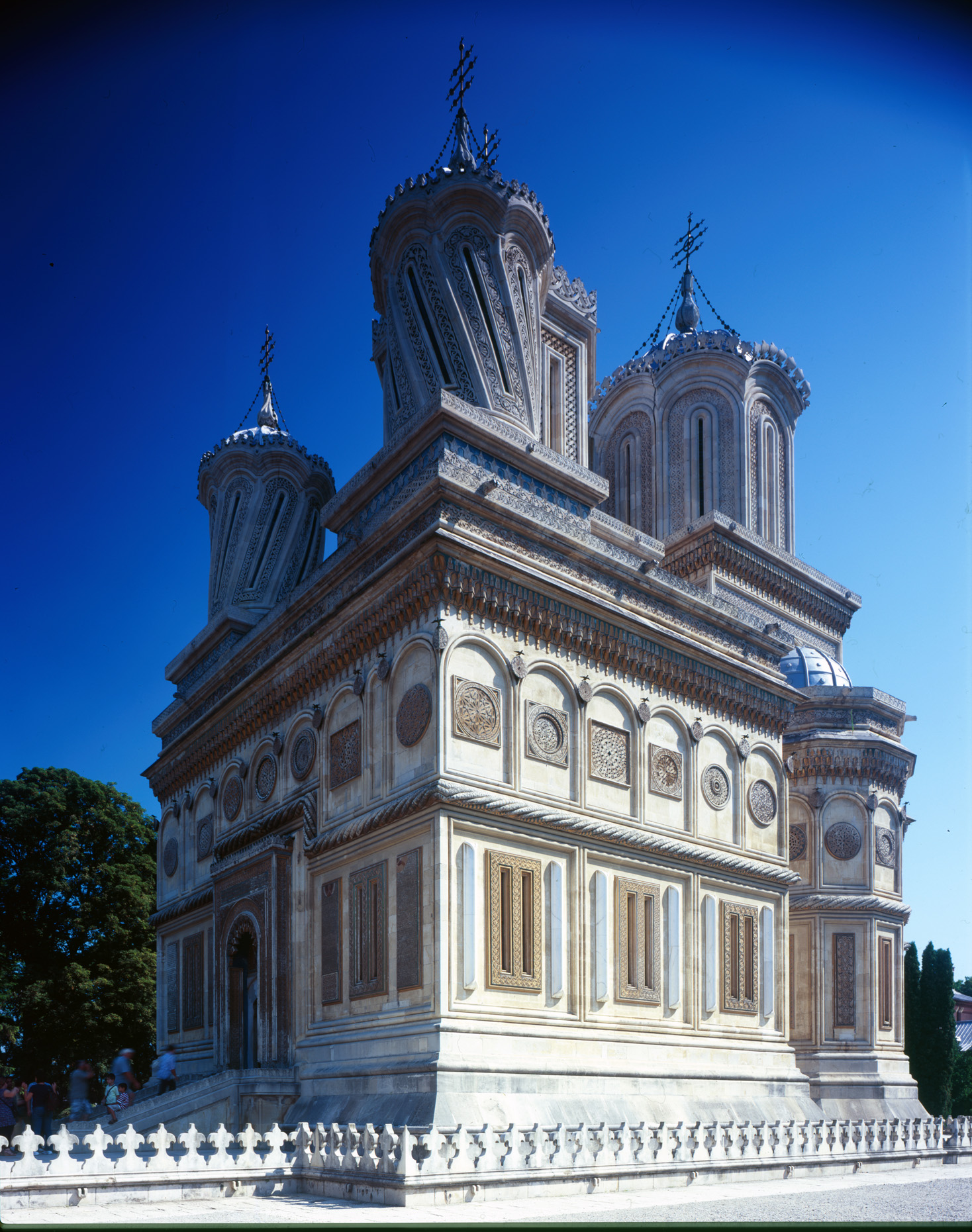
Kathedraal

Curtea de Argeș (Duits: Argisch) is een stad in het district Argeș, in Roemenië, en ligt aan de rechteroever van de rivier Argeș.

## Geschiedenis
Curtea de Argeș is een van de oudste steden van Roemenië. Volgens de legende is de stad gesticht in 1290 door vorst Radu Negru, waarna de stad de positie van hoofdstad van Walachije overnam van Câmpulung. Curtea betekent hof, dus betekent de naam Curtea de Argeș: Hof van de Argeș.
De stad heeft verscheidene middeleeuwse kerken.

## Bezienswaardigheden

### Kathedraal van Curtea de Argeș
De kathedraal werd als onderdeel van het klooster van Curtea de Argeș van 1512 tot 1517 gebouwd in opdracht van de prins Neagoe Basarab. Het is een van de beroemdste gebouwen in Roemenië. De kathedraal is ook afgebeeld op een biljet van 1 leu.
Legende van meester Manole

Een tekst op een van de muren van de kathedraal geeft aan waar Ana, de vrouw van de bouwmeester Manole, tijdens de bouw ingemetseld zou zijn.
Een oude ballade verhaalt dat de constructie van de kathedraal niet vlotte. Wat overdag gebouwd werd brokkelde 's nachts weer af. Bouwmeester Manole was ten einde raad. Negru Voda dreigde Manole en zijn helpers met de dood.

Manole had een droom waarin hem werd verteld dat de bouw alleen kon worden afgemaakt als een dierbare van hem of van een van zijn mede-arbeiders zou worden ingemetseld. Hij vertelde dit aan zijn arbeiders, en men besloot dat dit de vrouw zou zijn  van de eerste arbeider die op het werk zou verschijnen. 
Ana, de zwangere vrouw van Manole, was de eerste die verscheen.
Toen Manole en zijn arbeiders aan de prins vertelden dat zij een nog groter gebouw konden maken, liet deze hen op het dak van de kathedraal vastzetten. De mannen bouwden houten vleugels om te ontsnappen, maar stortten een voor een neer. De bron van Manole geeft de plek aan waar de arme bouwmeester aan zijn einde kwam.

### Biserica Domnească
De 'Prinselijke kerk' is gebouwd door Mircea cel Bătrân en gerenoveerd in 2003-2004. Ruïnes van het paleizencomplex van de prins zijn nog steeds te vinden. Alexandru Odobescu vermeldde het in zijn boek Doamna Chiajna.

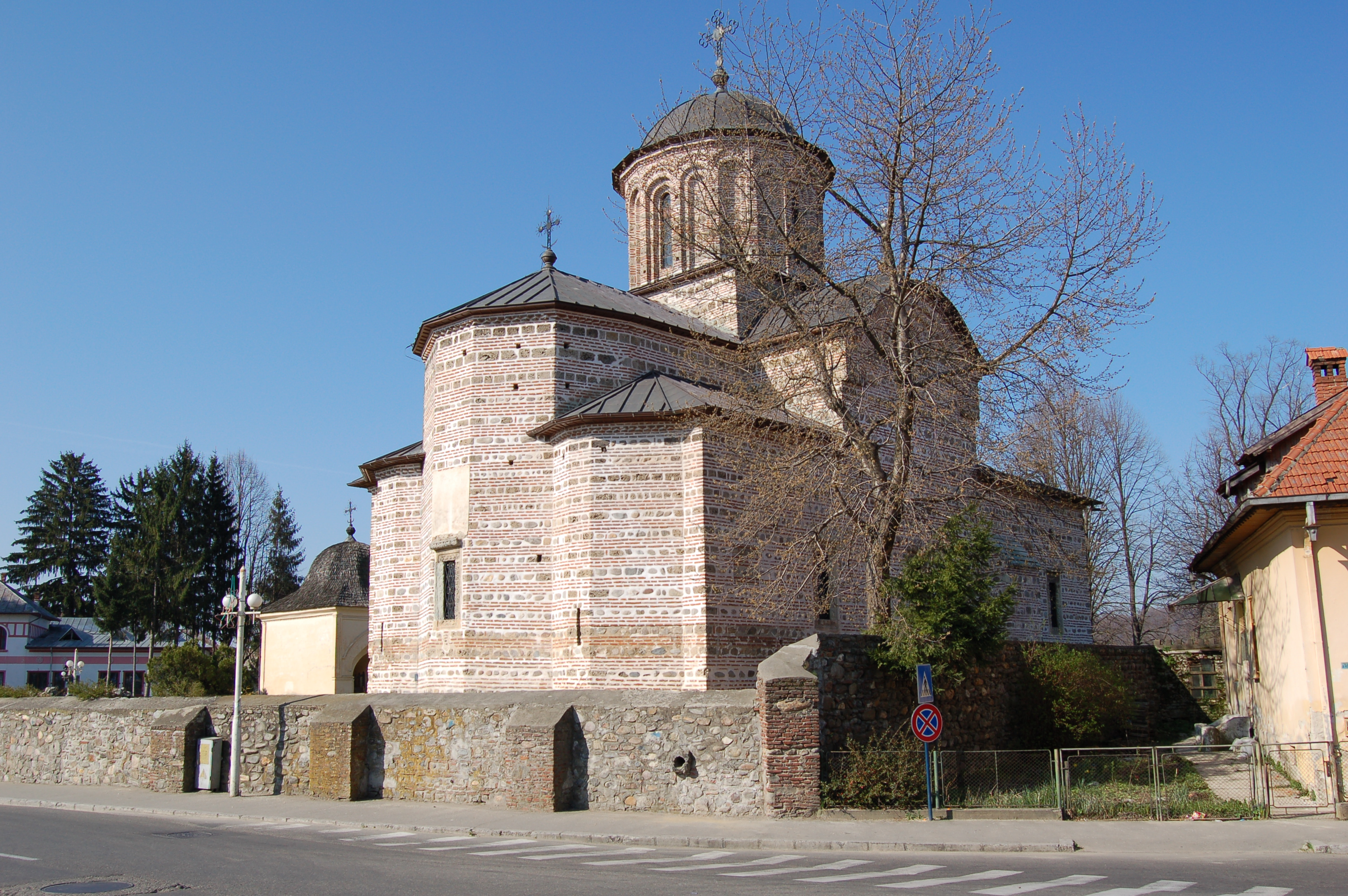
Biserica Domnească
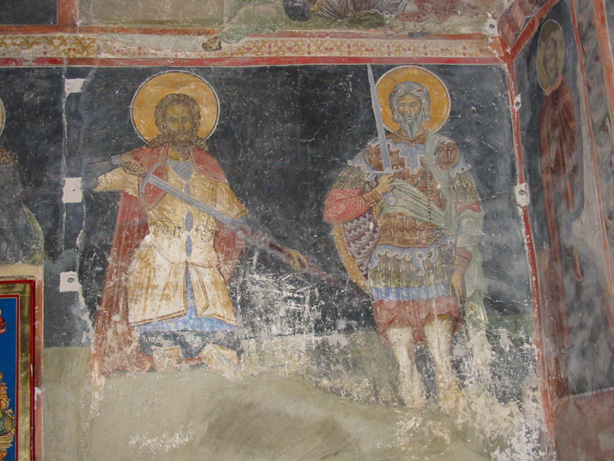
Interieur Biserica Domnească
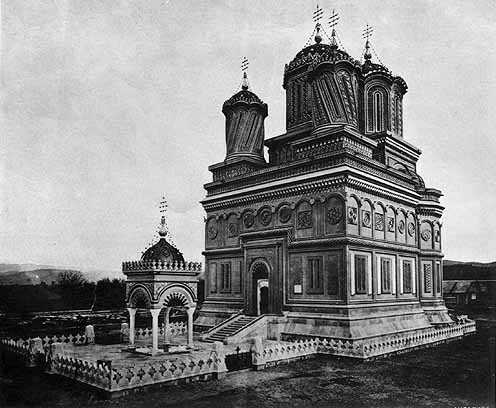
Kathedraal ca. 1862-1884